# Шорин, Иван Александрович

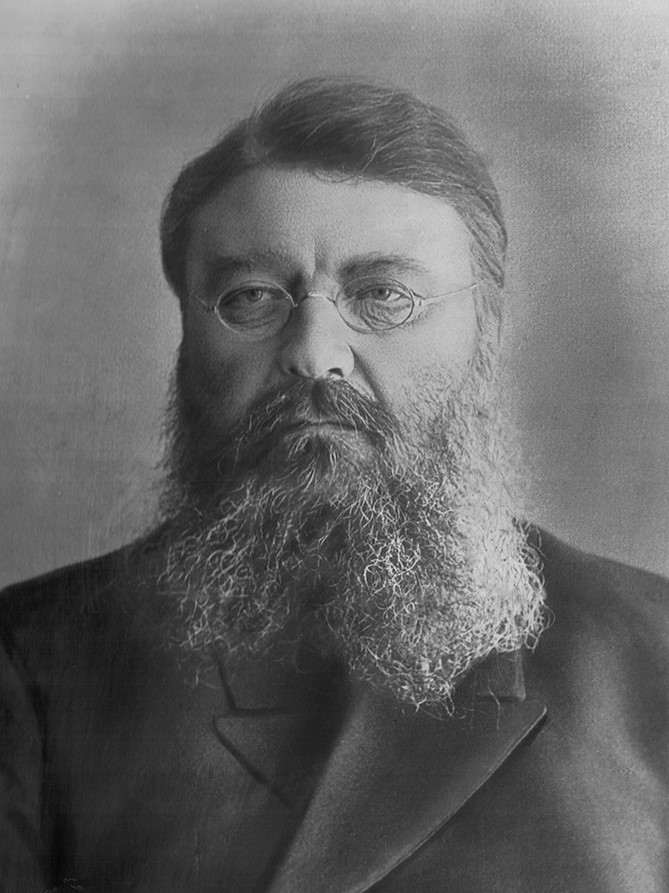
И. А. Шорин в последние годы жизни

Иван Александрович Шорин (12 февраля 1860, деревня Выезд — 8 апреля (26 марта по ст.стилю) 1918, село Красное Гороховецкого уезда) — крестьянин, предприниматель и основатель Гороховецкого судостроительного завода.

## Биография
Иван Александрович Шорин родился 12 февраля 1860 года в деревне Выезд, Красносельской волости, Гороховецкого уезда, Владимирской губернии в семье крестьянина, старообрядца поморско-брачного согласия, Александра Петровича Шорина (прим. 1832 — 1918).
Иван Александрович был человек глубоко верующий, пользовался большим авторитетом среди старообрядцев. В 1900-е годы возглавлял старообрядческую общину с. Красного. В 1908 году принимал участие в подготовке Первого собора старообрядцев поморцев в Москве , был участником Второго собора в 1912 году от Владимирской губернии. 
Трудолюбие, неприятие праздности, основательность в делах, верность своим словам и обязательствам, свойственные старообрядцам, способствовали ему в успешной предпринимательской деятельности.
Иван Александрович всю жизнь гордился своим крестьянским происхождением, имея предложение записаться в купцы, отказался от него и до конца жизни подписывался «крестьянин деревни Выезд».
И. А. Шорин получил только начальное 3-х летнее образование. До 17 лет жил в Выезде, помогая отцу, занимался крестьянским трудом. С 17 лет начал ездить на заработки, поначалу рабочим на винокуренные заводы.
В 1883 году поступил работать табельщиком на постройке резервуаров для хранения керосина в с. Домнино под Орлом к инженеру Э. Ф. Альтфатеру, владельцу технической конторы в Москве. Благодаря своим организаторским способностям быстро выдвинулся в мастера и работал у Альтфатера с 1884 года до 1888 года котельным мастером в самых разных городах страны: Царицыне, Москве, Батуми, Либаве, Нижнем Новгороде …
С 1888 года по 1897 год работал в должности мастера в известнейшей «Строительной конторе инженера А. В. Бари». По всей России эта фирма строила мосты, различные сооружения, резервуары, трубопроводы, заводы, баржи и нефтяные станции. 
Во время службы в Строительной конторе Бари Иван Александрович работал на многих стройках вместе со знаменитым русским инженером, впоследствии академиком, В. Г. Шуховым. Работая рядом с образованными людьми, перенимая от них специальные знания и передавая им, в свою очередь, практические навыки и сноровку, он получил глубокие профессиональные познания и опыт.
В 1897 г. И. А. Шорин покинул контору Бари и заключил договор с Управлением Владикавказской ж. д. на «изготовление, сборку и установку на место и окраску всех металлических конструкций, которые Управление сочтет возможным передать», а также изготовление путевого инструмента. Согласно договору, с этой целью ему передавались в аренду и управление мастерские службы пути Владикавказской ж. д. на станции Тихорецкая. Иван Александрович был начальником Тихорецких мастерских до 1902 года. Далее он возложил непосредственное руководство мастерскими и выполнением всех работ на своих братьев, оставаясь контрагентом Владикавказской ж. д. как минимум до 1913 года. 
В советский период на базе мастерских был образован завод «Красный молот», до сих пор называемый старожилами «Шоринскими мастерскими».
В 1902 году Иван Александрович вместе с семьей вернулся в свои родные края и поселился в селе Красном, рядом с Гороховцом.

## Котельный и судостроительный завод И. А. Шорина в Гороховце

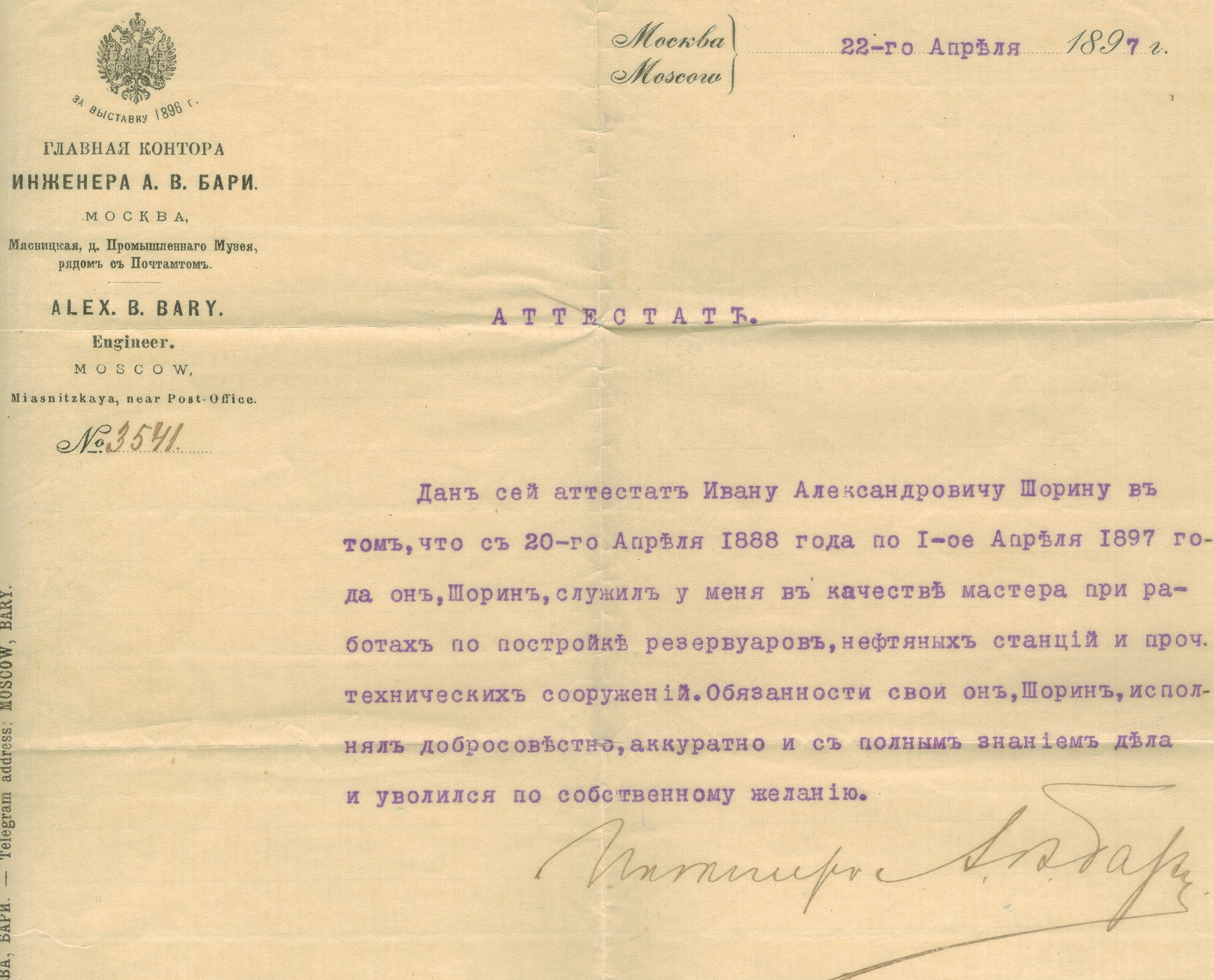
Аттестат, полученный И.А. Шориным от А.В. Бари

В 1902 году им был основан Котельный и судостроительный завод И. А. Шорина. Завод расположился на берегу Клязьмы на арендованной городской общественной земле за ул. Нижне-Набережной. С 22 октября 1902 года Заведующим заводом стал Михаил Иванович Шорин, старший сын Ивана Александровича.
В Гороховце в это время действовал завод С. И. Семенычева, изготовлявший пароходные корпуса, котлы и резервуары. Число его рабочих в начале 1900-х годов составляло около 20 человек. Судя по всему, до 1905 года действовали оба завода, затем оборудование и постройки – ручные дыропробивные прессы, несколько деревянных навесов и сараев, были проданы заводу Шорина.
Завод Шорина быстро расширялся, строились цеха и закупалось оборудование. Так, уже в 1904 году И. А. Шорин запросил и получил от городских властей разрешение на установку на заводе нефтяного двигателя для привода станков. Для развития производства широко использовался банковский кредит.
Иван Александрович смог привлечь к работе способных сотрудников и организовать эффективную работу предприятия. Управленческие затраты были весьма невысоки. В первые годы конструкторский отдел состоял из трёх человек, а вся контора завода размещалась в четырех небольших комнатах на втором этаже здания на ул. Нижне-Набережная, дом № 4. Большой вклад в успех предприятия вносили высококвалифицированные разметчики и мастера, руководившие сезонными рабочими.
В первые годы работы завода годовой объём производства составлял около 100 тыс. рублей, число рабочих, вместе с сезонными, доходило до 250 — 300 человек.
К 1908 году число рабочих составляло уже 570 человек, а производство 350 000 рублей.
В 1912 году объем производства достиг 800 000 рублей. На заводе работало более 200 человек постоянных рабочих и служащих. В зимние месяцы, в период закладки и строительства барж и судов, число рабочих доходило до 1 000 человек. 
С первых лет завод специализировался на судостроении и начал выпускать металлические речные и рейдовые нефтеналивные и сухогрузные баржи для бассейнов реки Волги и Каспийского моря по заказам пароходств Сироткина, общества «Волга», Восточного общества товарных складов, Тер-Акопова, Кашиной, Шамси Асадуллаева и других.
Уже весной 1903 года была спущена на воду баржа для транспортировки керосина длиной 107 метров, грузоподъемностью 173 000 пудов (2 830 тонн), заказанная крупным нефтепромышленником И. Н. Тер-Акоповым.

### Баржа «Марфа Посадница»
В 1907 была построена нефтеналивная баржа «Марфа Посадница», которая считалась на то время крупнейшей металлической баржей не только на Волге, но и во всём мире и сделавшая завод И. А. Шорина знаменитым. Её длина — 154,2 м, ширина — 21,3 м, высота борта — 3,7 м, высота в средней части — 4,6 м. Грузоподъёмность баржи — 500 000 пудов (8 190 тонн) керосина при осадке 2,84 м. и 560 000 пудов (9 170 тонн) при осадке 3,6 м. Строительство баржи по своему эскизному проекту заказал Дмитрий Васильевич Сироткин — судовладелец, впоследствии председатель Нижегородского биржевого комитета. Сочетание предложенных им оптимальных обводов корпуса и огромной грузоподъемности этой баржи позволило снизить удельную себестоимость перевозки нефтепродуктов на 50 и более процентов. «Марфа Посадница» произвела революцию (переворот) в речном грузовом судостроении, положив начало массовому строительству крупнотоннажных металлических наливных барж.

### Баржа «Царская»
В последующие годы для Д. В. Сироткина по аналогичному проекту заводом было построено еще 4-е гигантские баржи, ёмкостью свыше 500 000 пудов каждая. Грузоподъемность самой крупной из них, спущенной на воду в 1912 году баржи «Княгиня Зинаида Волконская», составляла 600 000 пудов (9 830 тонн). В ходе посещения Николаем II и царской семьей Нижнего Новгорода, приуроченного к празднованию 300-летия дома Романовых, 17 мая 1913 года на этой барже состоялся Высочайший приём для представителей Волжской судопромышленности и судоходства. В честь этого события баржа получила новое название — «Царская». 
В период 1910 — 1914 годов ежегодно спускались на воду 10 — 15 барж и судов. Помимо барж завод строил пассажирские суда и буксиры, как пароходы, так и теплоходы.
Все годы, одновременно с постройкой судов, завод изготовлял и монтировал на месте резервуары для хранения нефтепродуктов в самых разных регионах России. В частности, очень большое количество резервуаров было построено на новых тогда нефтяных месторождениях в районе Гурьев — Эмба — Доссор.
И. А. и М. И. Шориным удалось получить и ряд государственных заказов: 
- большой заказ Казанского округа Министерства путей сообщения на постройку шаланд для землечерпательных работ в 1913-14 годах
- заказ Астраханского губернского управления, выполненный в 1913 году, на постройку и полное оснащение медицинским и санитарным оборудованием металлической баржи-больницы для Астраханского 12-ти футового рейда, располагавшегося в Каспийском море, в 155 верстах южнее Астрахани. На барже-больнице были предусмотрены помещения на 10 коек для инфекционных и 9 коек для соматических и хирургических больных, проживания врачебного персонала, судовой команды, кухни, размещение бани, дезинфекционной камеры, прачечной, системы обеззараживания стоков итп. Размеры судна составляли: длина 68,8 м, ширина 12,4 м, высота борта 4,3 м.[14] Встречающаяся в различных источниках длина баржи 200 м. не соответствует действительности.
- заказ на изготовление и монтаж оборудования для плотин и шлюзов на реке Северный (Северский) Донец в 1911-14 годах
- заказ на изготовление и монтаж оборудования для шлюзов Мариинской водной системы на р. Шексна в 1914 году. Полностью работы были завершены уже после революции, в 1920-х годах.

В 1915-17 годах, после начала Первой мировой войны, выпуск судов значительно сократился. Завод изготовлял котлы и резервуары, оборудование для химических заводов, строительные конструкции, сельхозинвентарь.

Осенью 1918 года, уже после смерти хозяина, завод И. А. Шорина был национализирован. В советский период Гороховецкий судостроительный завод успешно развивался, но не смог пережить постперестроечные 1990-е годы.

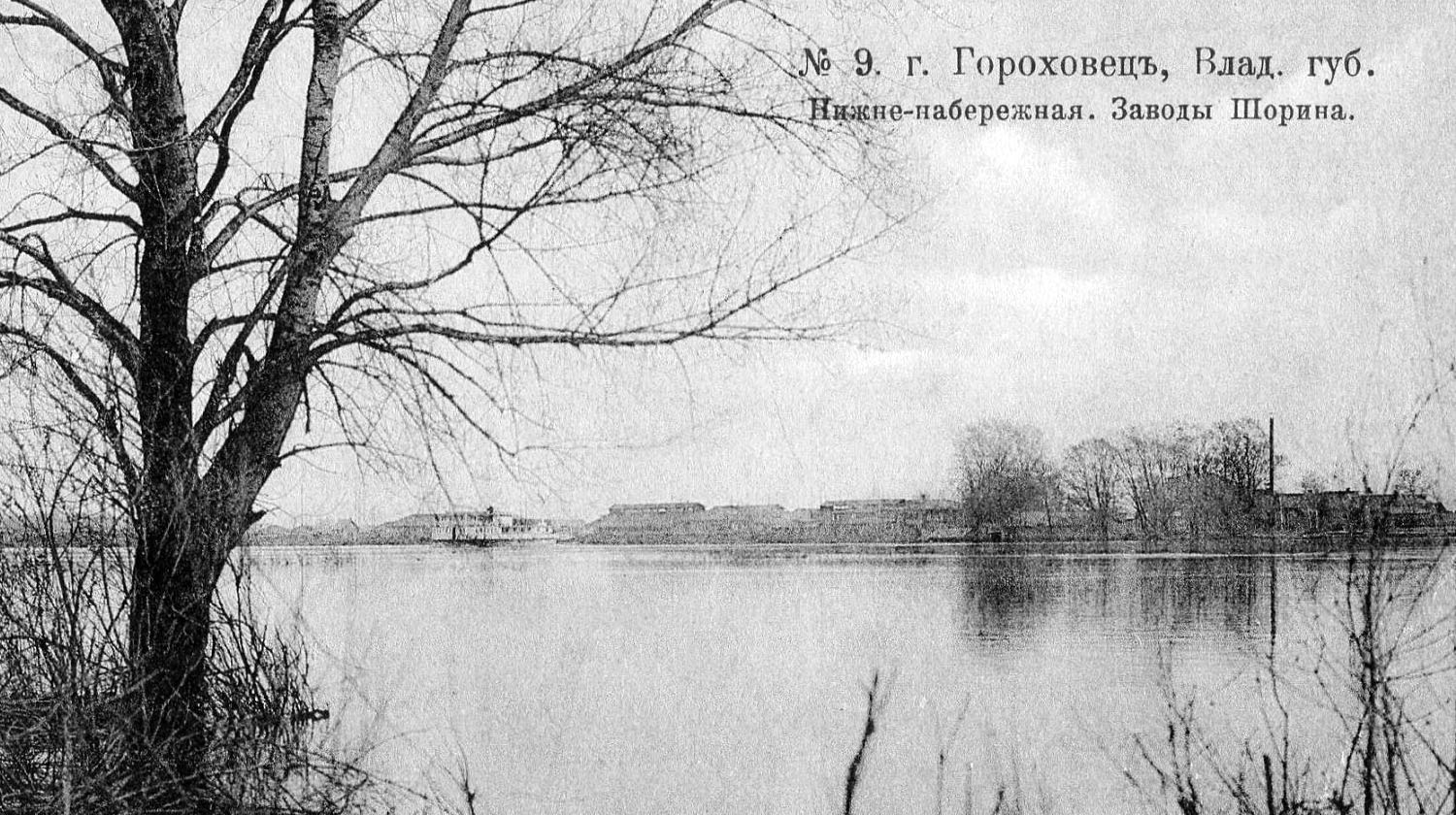
Завод И.А. Шорина в Гороховце
"Марфа Посадница" во время постройки
"Марфа Посадница" на ходу
17 мая 1913 года на барже "Княгиня Зинаида Волконская" состоялся Высочайший прием для представителей Волжской судопромышленности. После этого дня она получила новое имя - "Царская"
Баржа-больница и буксир "Котельщик", также построенный заводом И.А. Шорина, на пути в Астрахань, на фоне Нижнего Новгорода.
Достройка шаланд для Министерства путей сообщения

## Общественная деятельность, семья

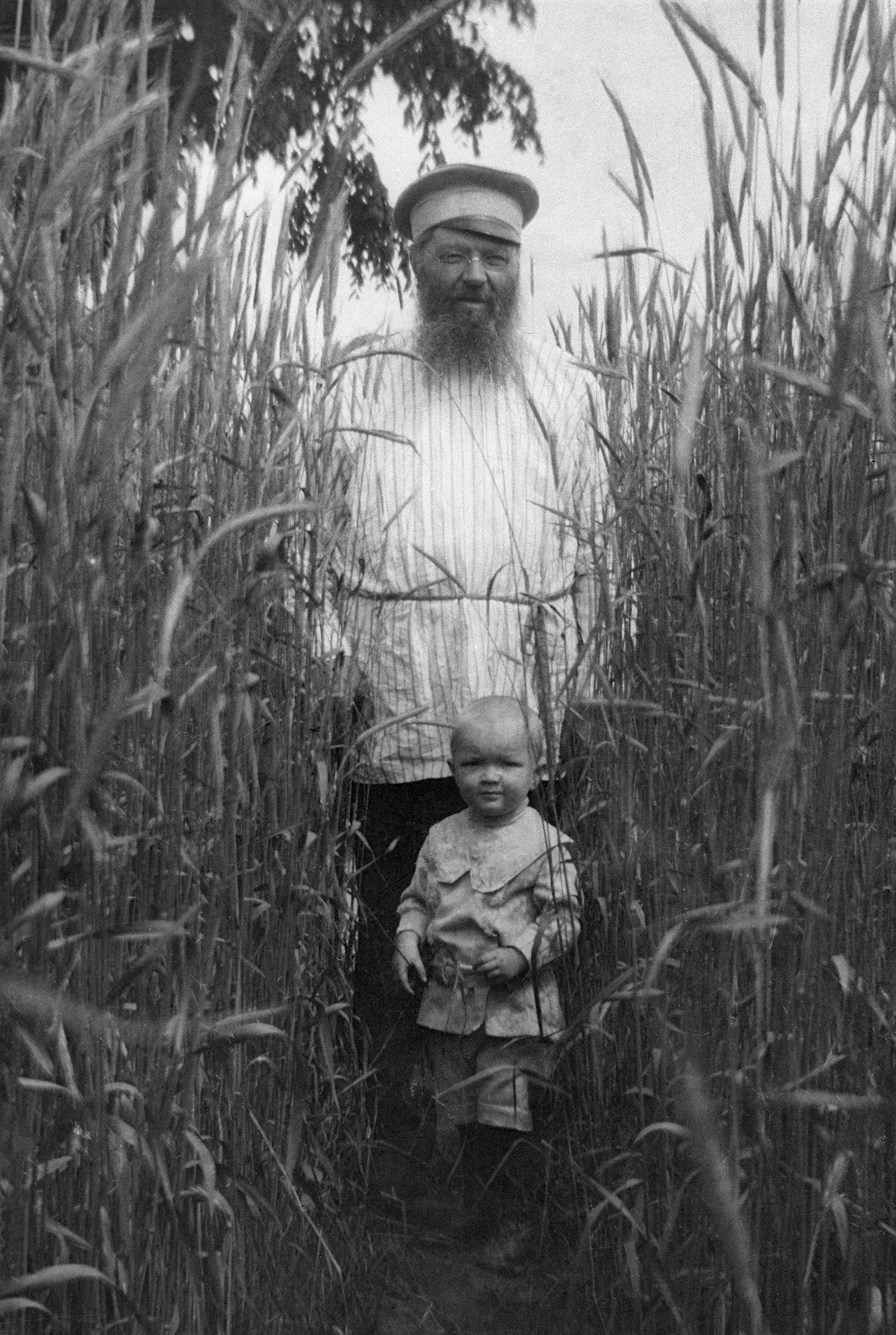
И. А. Шорин с внуком, на своем поле. с. Красное

Иван Александрович Шорин, как и многие известные купцы и предприниматели, активно занимался благотворительностью. На его деньги были построены школа вместимостью в 100 человек в Выезде, старообрядческие молельные дома в д. Выезд и с. Красном. На собственные деньги он содержал детский приют и солдатский лазарет на 25 коек во время Первой мировой войны. Помогал строиться крестьянам близлежащих деревень, отпуская им с завода дерево и металл по себестоимости, без наценки к своей закупочной оптовой цене.
И. А. Шорин вел большую общественную работу, являлся гласным уездного земского собрания Гороховца, был почетным мировым судьей, членом уездной землеустроительной комиссии, попечительного совета Гороховецкой женской гимназии.
Он очень любил природу, имел большой сад и несколько десятин пашни, до конца дней занимался сельским хозяйством, хотя практической необходимости в этом, конечно, не было. Всех своих детей приучал к работе в саду и в поле, на сенокосе и уборке урожая.
В семье Ивана Александровича и его жены Евдокии Ивановны, мещанки слободы Мстера, родилось восемь детей, пятеро дочерей и трое сыновей. Работа мужа требовала постоянных переездов, поэтому, все дети родились в разных городах, никто не родился в родных местах и ни в одном месте не родилось двое.
Сыновья И. А. Шорина с молодых лет помогали отцу. Старший сын, Михаил (род.1884), обладал несомненным инженерным и организаторским талантом. Не имея специального образования, окончив только Гороховецкое городское училище, со дня основания завода и до его национализации, был Заведующим завода, успешно руководил всей коммерческой и технической деятельностью. Свидетельством его высокого авторитета на заводе является тот факт, что после национализации, при одобрении рабочего комитета, он был утвержден в должности директора завода, с 1923 года технического директора и продолжал работать в ней до 1928 года. В 1927 году М. И. Шорин был лишен избирательных прав, на него завели уголовное дело о «вредительстве». Опасаясь за себя и свою семью, он был вынужден уехать из Гороховца в 1928 году.
Младший сын, Семен (род. 1898), работал на заводе с подросткового возраста, с 1911 по 1923 год кассиром, бухгалтером, заведующим конторой. Средний сын, Петр (род.1894), был призван в армию в 1915 г. Уже только после смерти отца, в 20-30 -х годах он работал на Гороховецком судостроительном заводе разметчиком. 
Иван Александрович Шорин скончался в своём доме 8 апреля (26 марта по ст. стилю) 1918 года в 58-летнем возрасте. Он был похоронен на старообрядческом кладбище д. Выезд. На церемонию похорон собрался весь город и уезд. По старообрядческому обычаю, гроб с телом Ивана Александровича несли на руках более четырёх километров от его дома в селе Красном до самого места погребения. По указанию заводского рабочего комитета в течение всей похоронной процессии заводской гудок не переставая давал прощальные гудки. 
В 1990-е годы памятник на могиле И. А. Шорина был разрушен. Восстановлен в 2016 году.

## Дома Шорина в Гороховце
Перед своим возвращением в Гороховец Иван Александрович приобрел большой участок земли в селе Красном (в 1960 году вошло в состав Гороховца). На нем он выстроил два дома для своей семьи, состоящей тогда из 11 человек. Оба они сохранились до сегодняшнего дня и включены в список объектов культурного наследия регионального и федерального значения.
Дом, в котором жил И. А. Шорин, располагается по адресу: Гороховец, ул. Садовая, д. № 1. После его смерти в доме продолжала жить его семья: жена и младшие дети. В 1933 году дом был безвозмездно передан П. И. Шориным Красносельскому сельсовету под квартиры. К 2000-м годам дом пришел в крайне запущенное состояние, внутренняя отделка была полностью уничтожена. При «реставрации» в 2017-20 годах были утрачены остававшиеся оригинальные наружная обшивка и наличники, печи. От первоначального дома остались фундамент, конструктив стен и планировка. Вся внешняя и внутренняя отделка была выполнена заново. 
В доме неподалеку, на ул. Московская 43, до 1928 года проживал старший сын Ивана Александровича М. И. Шорин со своей семьей. В советское время в здании размещалась школа. Дом этот снаружи сохранился почти в первозданном виде, частично уцелели элементы внутренней отделки. Дом имеет статус объекта культурного наследия федерального значения.
С И. А. Шориным связывают еще один дом в Гороховце – дом Морозовых на ул. Ленина, д. 83. Некоторые авторы указывают, что он был построен и подарен им своему зятю купцу Морозову. По другим сведениям, дом был построен в 1908 году, а  заказчиком его строительства и первым собственником был Мартемьян Семенович Морозов, крестьянин села Пестяки Гороховецкого уезда, один из совладельцев «Товарищества Гороховецкой ватной фабрики М. С. Морозова, Ф. Д. Крюкова и Ко». М.С. Морозов действительно был женат на дочери И. А. Шорина - Пелагее. В 1909 году он скоропостижно скончался и с этого времени владелицей дома в инвентарной книге недвижимых имуществ г. Гороховца значилась Пелагея Ивановна Морозова, крестьянская вдова с. Пестяков. Дом национализирован в 1918 году и сегодня является объектом культурного наследия федерального значения.

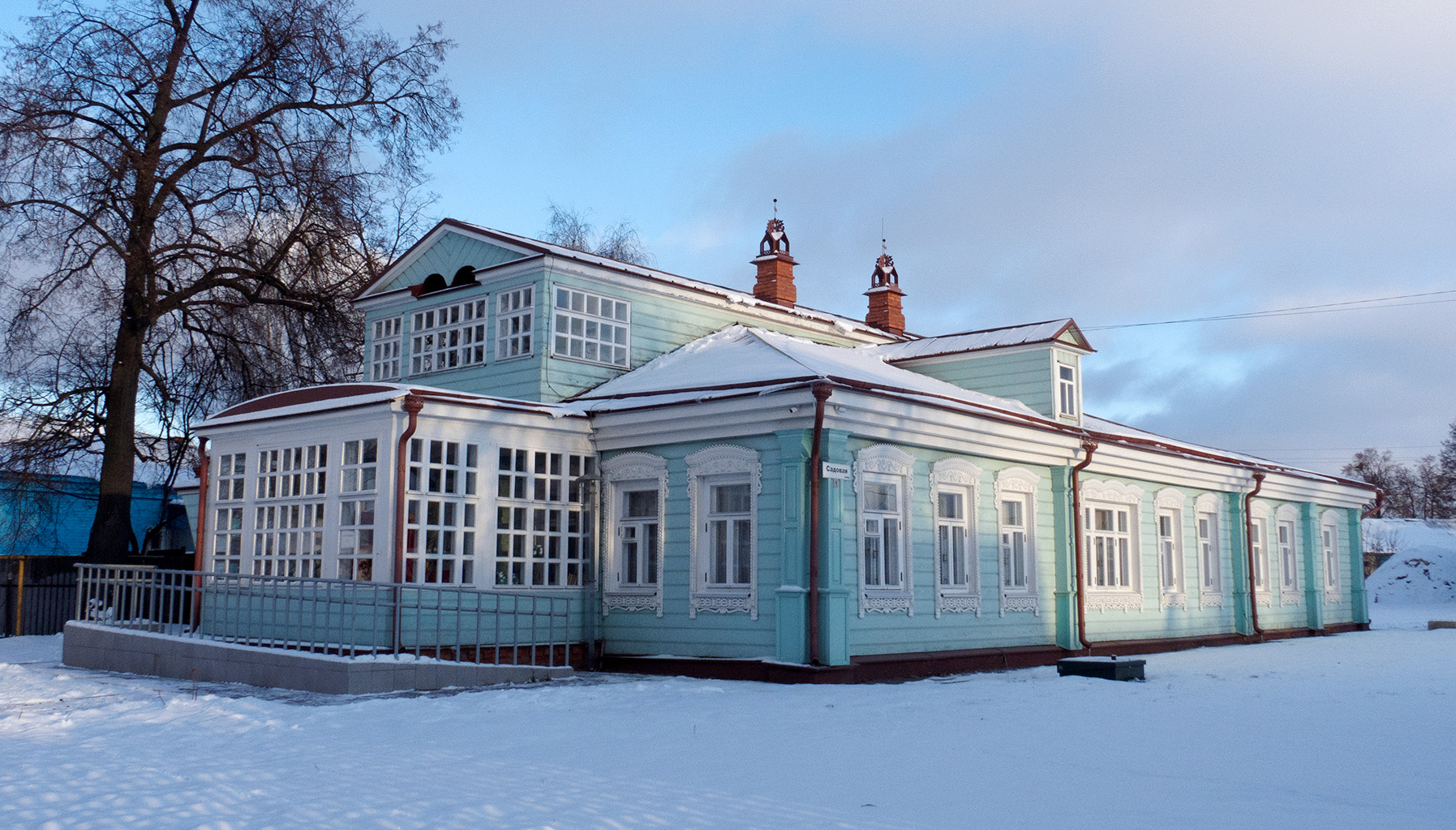
дом И.А. Шорина, ул. Садовая, д.1
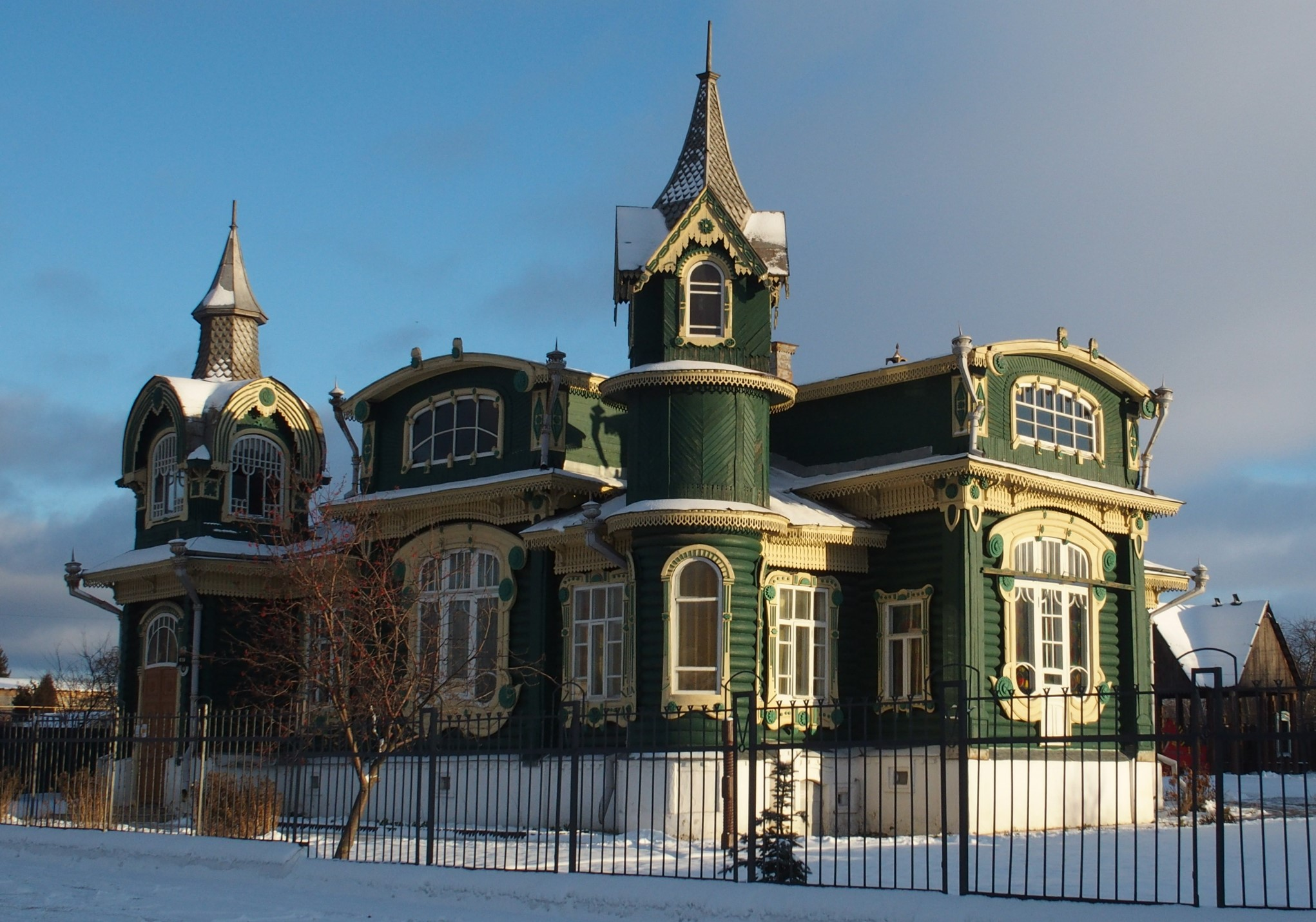
дом М.И. Шорина, ул. Московская, д.43
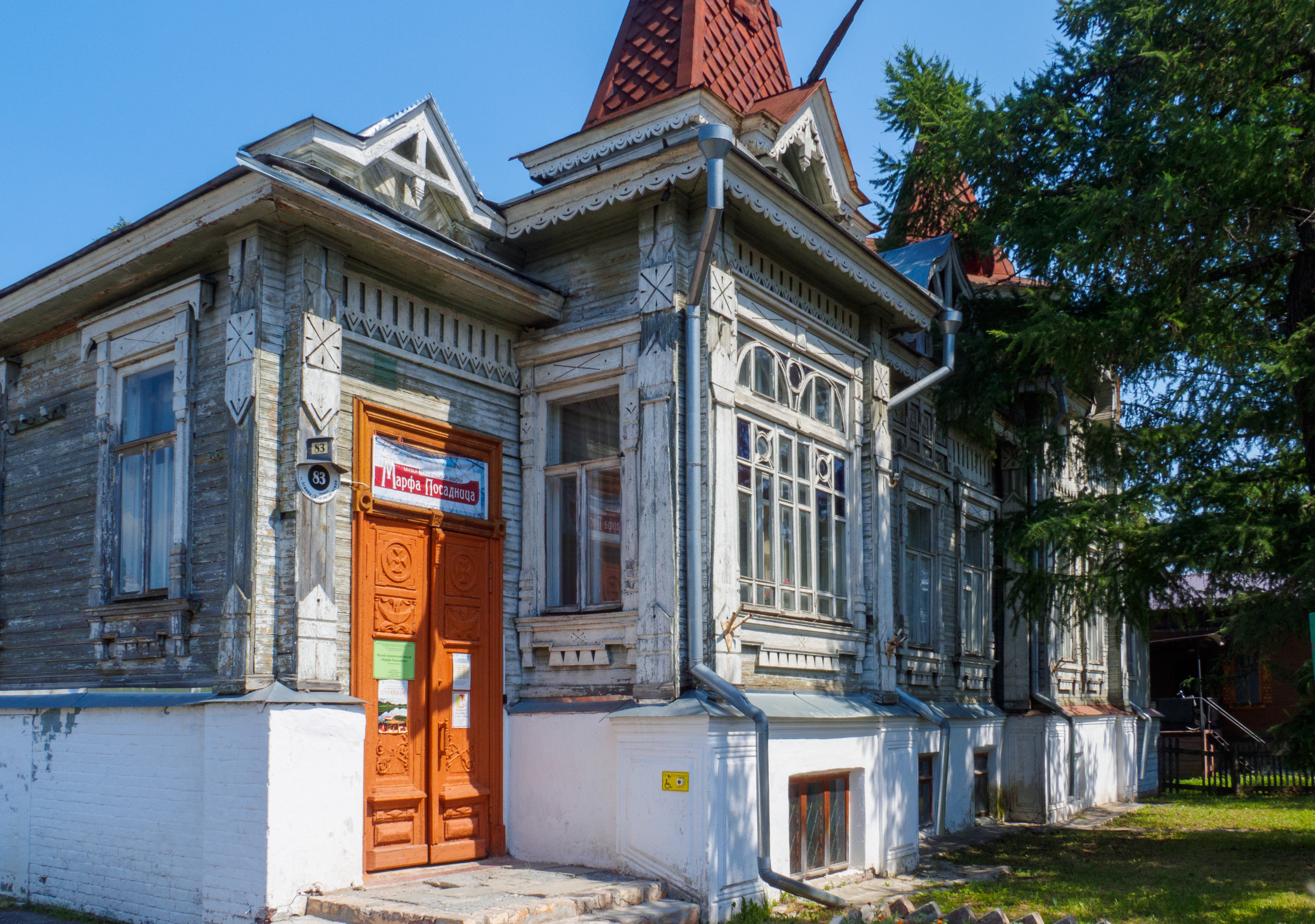
дом Морозовых, ул. Ленина, д.83
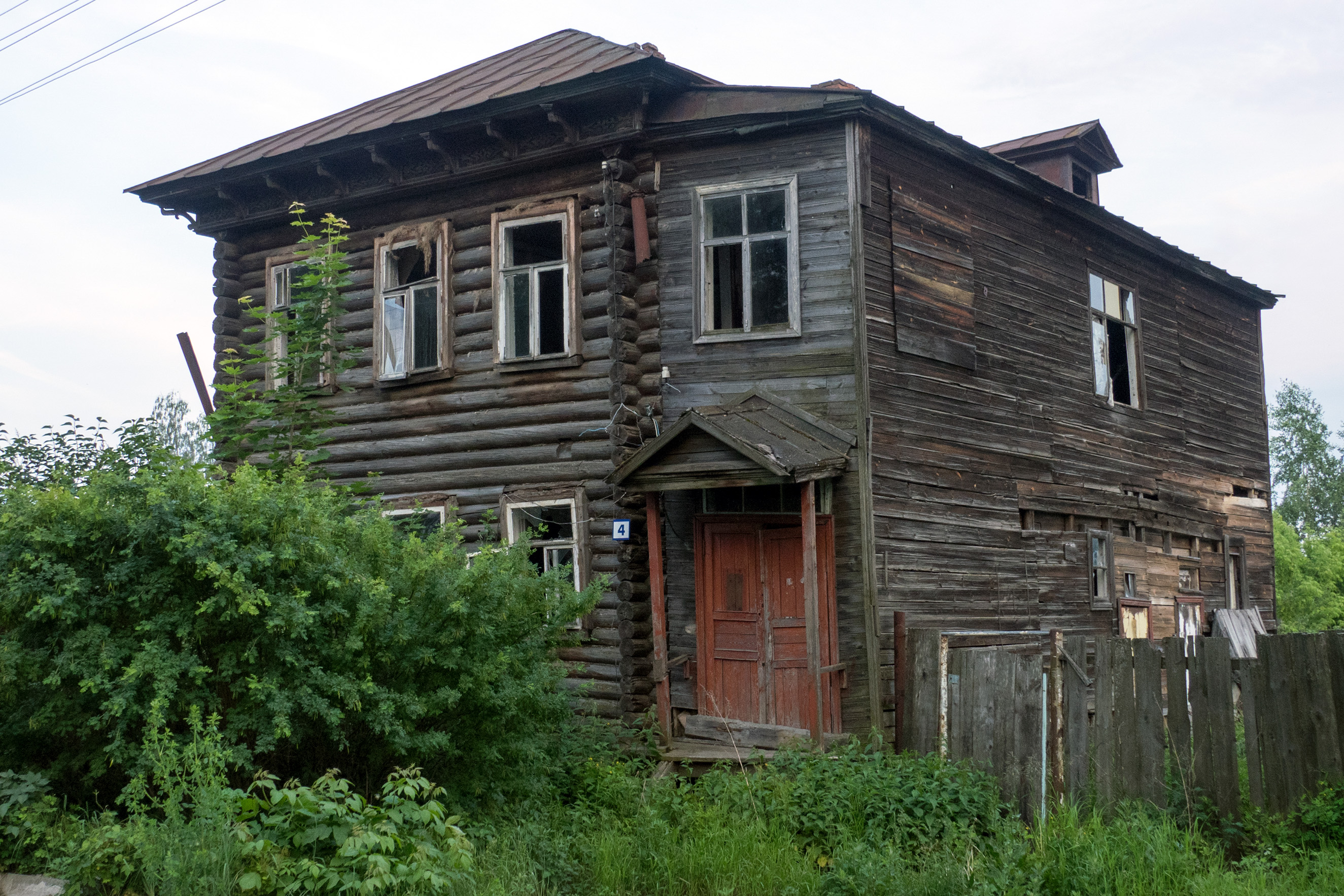
Здание бывшей конторы завода И.А. Шорина, ул. Нижняя набережная, д.4. Входит в список объектов культурного наследия регионального значения.